# Cypraea
Cypraea is de naam voor een geslacht tropische zeeslakken uit de familie Cypraeidae. Een bekende soort, tevens de typesoort, is de tijgerkauri (Cypraea tigris).

## Soorten
Bijna alle (ongeveer 200) soorten die vroeger werden ondergebracht in dit geslacht zijn tegenwoordig ondergebracht bij andere geslachten uit de familie Cypraeidae. Soorten die nog wel in het geslacht Cypraea worden ingedeeld zijn:
- Cypraea ficoides (Hutton, 1873) (uitgestorven)
- Cypraea pantherina Lightfoot, 1786
- Cypraea porcellus Brocchi, 1814
- Cypraea tigris Linnaeus, 1758

Nomen dubium:
- Cypraea contrastriata Perry, 1811 (synoniemen: Arestorides argus contrastriata (Perry, 1811); Cypraea argus contrastriata Perry, 1811; Talparia argus contrastriata (Perry, 1811) )